# Bumba
Bumba è una divinità della mitologia dei Bushongo dello Zaire.

## Nel mito
Secondo la loro mitologia all'inizio dei tempi esisteva solo acqua. Bumba era il dio originale e viveva in solitudine. Un giorno in preda a forti dolori vomitò il sole, la luna e le stelle. Quando il calore del sole prosciugò quasi totalmente l'acqua, mise in mostra la terra che giaceva nelle profondità.
Il dolore che tormentava Bumba non terminò e vomitò ancora, questa volta otto creature: uno scarafaggio, un coccodrillo, un'aquila, un pesce, una capra, un airone, un leopardo, una tartaruga.
In seguito decise di creare gli esseri umani, sia uomini che donne. Insegnò loro leggi e costumi da rispettare. Stanco del tanto lavoro decise di riposare nel cielo. 

## Raffigurazione
Viene raffigurato come un essere bianco e dalle sembianze umane, comunica con gli esseri umani attraverso i sogni.